# ティーチ・ユア・チルドレン
「ティーチ・ユア・チルドレン」 (Teach Your Children) は、クロスビー、スティルス、ナッシュ&ヤングが1970年に発表した楽曲。

## 概要
作詞作曲はグラハム・ナッシュ。ナッシュがまだホリーズのメンバーだった頃に書かれていたが、ホリーズはこれを録音することはなく、1970年3月11日にリリースされたクロスビー、スティルス、ナッシュ&ヤングのアルバム『デジャ・ヴ』に収録された。この録音では、ジェリー・ガルシアによるペダル・スティール・ギターがフィーチャーされている。ガルシアは、CSN&Yのこの曲でペダル・スティール・ギターを演奏したことへの見返りとして、CSN&Yがグレイトフル・デッドのメンバーたちに、来るべきアルバム『ワーキングマンズ・デッド (Workingman's Dead)』や『アメリカン・ビューティー (American Beauty)』に向けて、どのようにハーモニーをとればよいかを教えるよう、手配をしていた。
同年6月、シングルカットされる。B面はスティーヴン・スティルスが書いた「キャリー・オン」。Billboard Hot 100で16位、イージーリスニング・チャートで28位を記録した。
写真家でもあり、写真の収集家でもあるナッシュは、インタビューの中で、この曲の直接のインスピレーションは、ダイアン・アーバスの有名な写真「おもちゃの手榴弾を持つ子供、ニューヨーク市セントラル・パーク (Child with Toy Hand Grenade in Central Park)」から得たと述べている。怒った顔つきの子どもが、おもちゃの武器を手にする姿を捉えたイメージが、戦争やその他の問題に関わって、子どもたちに伝えられるべき社会的含意のあるメッセージを、ナッシュに考えさせたのである。

## 別バージョン
| アルバム名                                           | アーティスト名      | 録音時期        | 発売日        |
| ---------------------------------------------------- | ------------------- | --------------- | ------------- |
| クロスビー、スティルス&ナッシュ （ボーナストラック） | クロスビー&ナッシュ | 不明            | 2006年        |
| 4ウェイ・ストリート                                  | CSN&Y               | 1970年6月 - 7月 | 1971年4月7日  |
| CSNY 1974                                            | CSN&Y               | 1974年          | 2014年7月8日  |
| Red Hot + Country                                    | 下記参照            | 1994年          | 1994年9月13日 |
| Déjà Vu Live                                         | CSN&Y               | 2006年          | 2008年7月22日 |
| CSN 2012                                             | CSN                 | 2012年          | 2012年7月2日  |
| デジャ・ヴ (50th Anniversary Deluxe Edition)         | クロスビー&ナッシュ | 不明            | 2021年5月14日 |

## カバー・バージョン
- リッチー・ヘブンス - 1971年のアルバム『The Great Blind Degree』に収録。
- ガロ - 1971年8月開催の「第3回全日本フォークジャンボリー」にて演奏。1971年12月1日発売のアルバム『メッセージ・フロム・中津川』に収録[6]。1998年発売のアルバム『1971 フォーク・ジャンボリー Vol.2』にも収録された[7]。また、1976年3月20日に神田共立講堂で行われた解散コンサートでは、本作品のほか、「組曲: 青い眼のジュディ」「自由の値」が演奏された。
- 中山ラビ - URCレコードのアルバム『続・関西フォークの歴史』に収録[8]。後年のCDボックスセットにも収録されている[9]。中山容の訳詞で、タイトルは「子供にはこういってやんな」[10]。
- THE ALFEE - 1993年のライブアルバム『CONFIDENCE -THE ALFEE ACOUSTIC SPECIAL LIVE-』に収録。
- ファリード・ハーク - 1997年のアルバム『Déjà Vu』に収録。
- ハンソン - 2004年のライブDVD『Underneath Acoustic Live』に収録。
- テレビ・コメディ『Office』のマイケル (Michael) とドワイト (Dwight)  - 2006年のエピソード「Take Your Daughter to Work Day」にて歌唱。
- ジェフ・ヒーリー - 2009年のアルバム『Songs from the Road』に収録。
- マシュー・モリソン - 2015年の『glee/グリー』の最終回「グランド・フィナーレ (Dreams Come True)」にて歌唱。
- グレアム・ナッシュ - 2020年3月29日、新型コロナウイルスの流行により各国で外出禁止の措置がなされる中、ナッシュは自宅からライブ演奏を配信した。「どうか家にいて下さい。手を洗って、コロナウイルスの拡大を防いで下さい」と訴え、「僕達の家」、スティーヴン・スティルスの「4+20」、「ティーチ・ユア・チルドレン」の3曲を演奏した[11]。

## 備考
- 1971年のイギリス映画『小さな恋のメロディ』のエンディング、主演の二人がトロッコで走り去って行くラストシーンで使用された[12]。

- 1984年アメリカ合衆国大統領選挙の際には、民主党の大統領候補だったウォルター・モンデールが、この曲を軍備管理を訴えるキャンペーンのCMに用いた[13]。

- 1986年には、ハワード・スターンが、ベビーM事件を取り上げた、この歌のパロディをリリースした。歌詞の最後の行は「don't inseminate someone you don't date, and buy a puppy（デートもしていない相手に授精なんかしないで、子犬を買いなよ）」とされた。

- 1994年、クロスビー、スティルス&ナッシュは、この曲の再録音を行ない、ゲスト・ボーカリストとしてカントリー歌手のスージー・ボガス（英語版）、アリソン・クラウス、キャシー・マティア（英語版）を迎え、録音のクレジットを「ザ・レッド・ホッツ (The Red Hots)」という名義にした。このバージョンは、アルバム『Red Hot + Country』に収録され、後天性免疫不全症候群 (AIDS) の啓発活動に取り組むレッド・ホット・オルガニゼーション（英語版）によってリリースされた。このザ・レッド・ホッツのバージョンは、1994年10月に1週だけ、75位で『ビルボード』誌のHot Country Songsチャートに入った[14]。